# Musée de l'érotisme (Venise)
Le Musée de l'érotisme, ou Museo d’Arte Erotica de Venise, était un musée qui présente l'évolution de l'érotisme dans l'art, la littérature et l'histoire matérielle à travers les siècles. 
Ouvert début 2006 par les dirigeants du Musée de l'érotisme à Paris, la déclinaison italienne a rapidement fermée. Le tribunal a déclaré sa faillite en janvier 2007.
Selon les indications des dirigeants avant l'ouverture, le musée devait accueillir des expositions permanentes relatives à l'histoire de la ville de Venise vue sous le prisme de la sexualité (Lieux, évènement, personnage...), notamment des sculptures, peintures, vidéos, illustrations. Il devait également accueillir des salles présentant des objets sexuels, et des expositions temporaires. La première exposition temporaire était dédiée à Leone Frollo.
La proximité du musée avec la basilique et la préparation des expositions en secret dans un lieu privé ont concouru à ce que ce musée reçoive une assez franche opposition de la part des catholiques de la ville. Le patriarche de Venise Angelo Scola s'était opposé à l'ouverture de ce musée. Le boycott du musée ainsi qu'un mauvais ratio loyer vs nombre d'entrée a entraîné une mise en faillite 8 mois après son ouverture.